# Шагик
Шагик (на арменски: Շաղիկ) е село и община в Армения, област Ширак. Според Националната статистическа служба на Армения през 2012 г. има 133 жители.

## Демография
Броят на населението в годините 1886 – 2004 е както следва: